# Spilosoma steudeli
Spilosoma steudeli är en fjärilsart som beskrevs av Max Bartel 1903. Spilosoma steudeli ingår i släktet Spilosoma och familjen björnspinnare. Inga underarter finns listade i Catalogue of Life.